# Portus Adurni

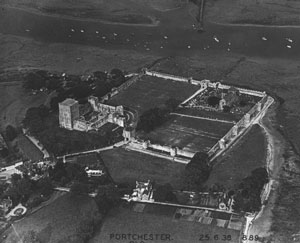
Fotografia del castello di Portchester nel giugno 1938 fatta dal maggiore George Allen (1891-1940). Le mura perimetrali sono sopravvissute dal periodo romano.

Portus Adurni è stata una fortezza romana nella provincia della Britannia ed è situata all'estremità nord del porto di Portsmouth. Citato nel Notitia Dignitatum, è situato in prossimità della città di Portchester nella contea inglese dell'Hampshire, che in seguito fu tramutato in castello medievale, noto come Castello di Portchester. È il forte romano che meglio è stato conservato a nord delle Alpi. Attualmente circa un ottavo del forte è stato sottoposto a scavi.

## Identificazione
Il nome Portus Adurni appare solo nella lista dei forti della costa sassone nella Notitia Dignitatum del V secolo ed il nome è solitamente identificato con Portchester, sebbene sia stato occasionalmente identificato con il forte romano di Walton nella contea di Suffolk (che ora è scomparso nel mare). Portus Adurni può essere identificato anche con Ardaoneon presente nella Cosmografia ravennate. Sia Rivet che Smith fanno derivare entrambi i nomi dal britannico "ardu-" che significa "altezza". Questa derivazione meglio si adatta a Portchester (che si trova sotto Portsdown Hill) che ad una posizione piana come Walton Castle.

## Forte romano

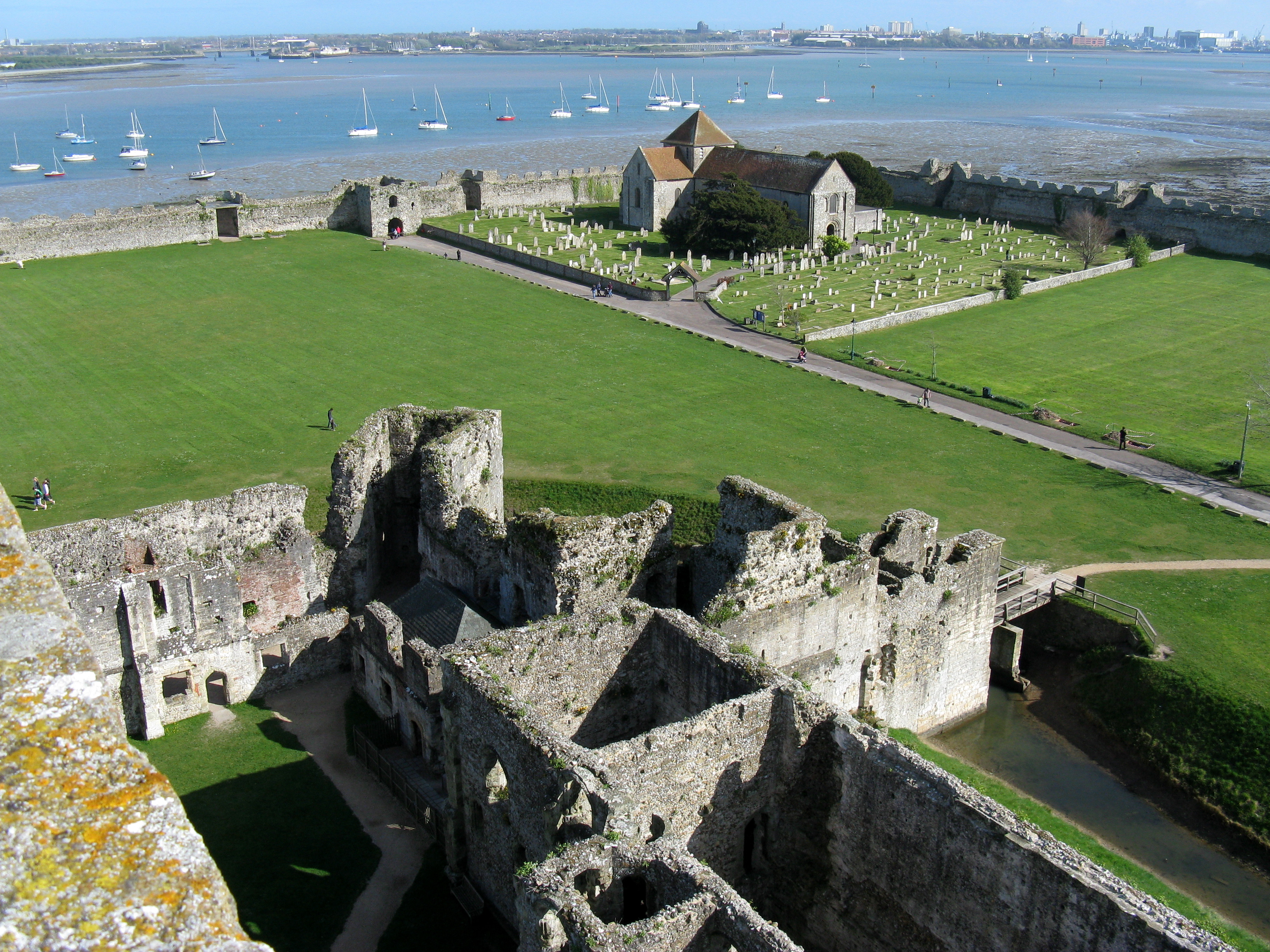
Vista dal castello successivo verso le mura e i bastioni del forte romano, tra cui la porta sassone e la chiesa priorale normanna

Il forte fu costruito durante il III secolo come parte dei forti della costa sassone per proteggere il versante meridionale della Britannia, probabilmente dai predoni sassoni. Occupa una posizione dominante alla testa del porto di Portsmouth. Il forte ha base quadrata, racchiude un'area di 9 acri (3,6 ha) con pareti esterne alte 20 piedi (6,10 m), spesse 10 piedi (3,05 m), lunghe 210 iarde (192,02 m) e costruite con selce legata con lastre di calcare. I forti a base quadrata divennero ampiamente utilizzati durante il III secolo, essendo molto pratici e difendibili. Portus Adurni ha torri lungo tutte le pareti ed anche agli angoli. Gli storici ritengono che questa preminente preoccupazione per la difendibilità possa riflettere la gravità delle incursioni sassoni durante questo periodo o come punto di difesa dalla rivolta carausiana (vedi sotto). Le porte di Portus Adurni sono di particolare interesse: sono rientrate verso l'interno, in modo da intrappolare il nemico in un'area esposta alle pareti su tre lati; questa tecnica divenne ampiamente usata dall'età agostiniana sino alla caduta dell'Impero.
Insolitamente per un edificio di questo periodo, la maggior parte delle pareti e dei bastioni sono completi. Ha perso solo quattro dei suoi bastioni. Le pareti stesse sono state utilizzate per fornire materiale per aggiunte successive. Dall'esterno appaiono così come furono costruite per la prima volta. Le pareti sono state fatte da diverse squadre di lavoratori, il che spiega le diverse trame, lungo i camminatoi lungo il perimetro esterno.

## Storia

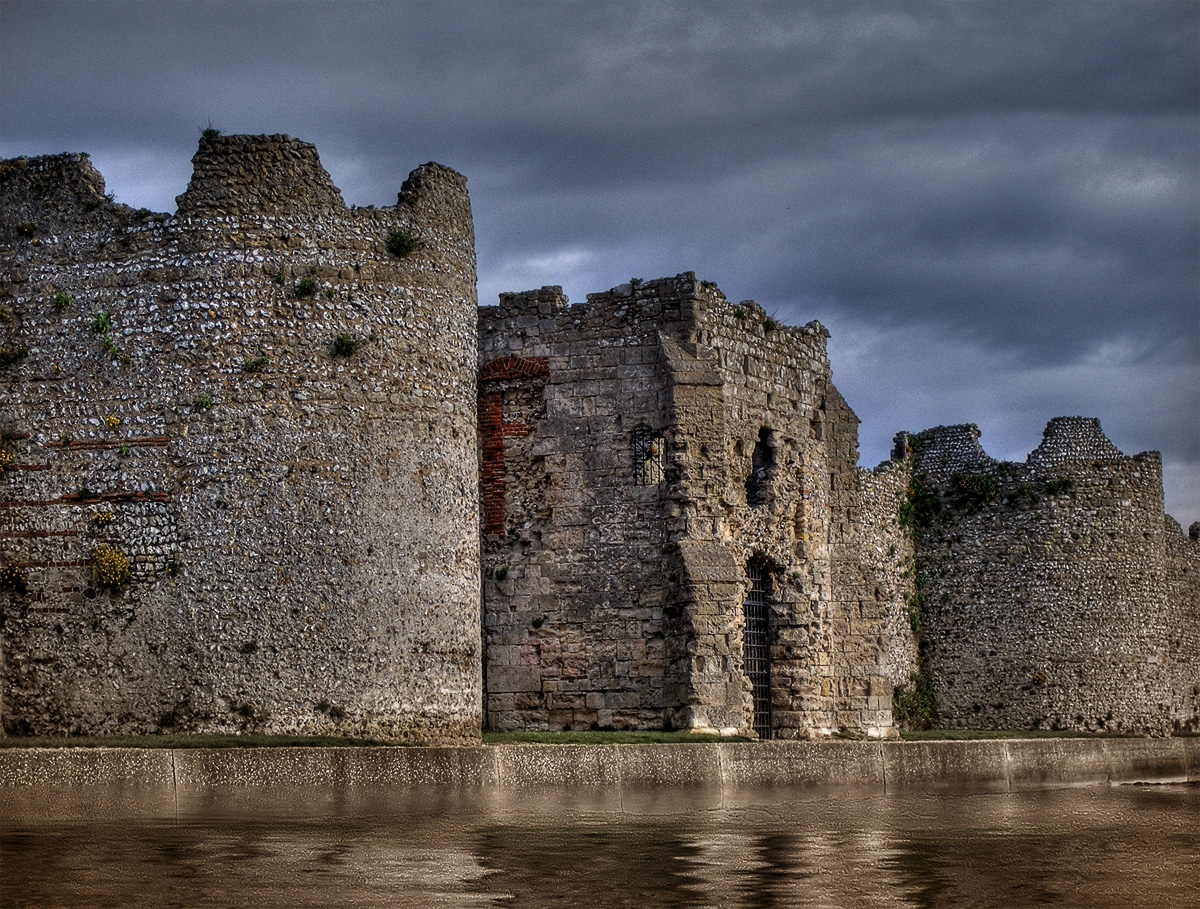
Le mura del forte sopravvivono in tutta la loro altezza.

I forti della costa sassone, compreso Portus Adurni, furono costruiti tra la metà e la fine del III secolo, nel mezzo ad una maggiore instabilità nella Gallia nord-orientale e nella Renania, portando infine all'evacuazione romana di quella zona. I forti avevano lo scopo di mantenere il controllo sulla regione e monitorare le spedizioni e gli scambi, oltre a difendersi dagli attacchi attraverso la Manica. Questi forti divennero punti difensivi di difesa per il ribelle Carausio, che nel 285 fu incaricato di risolvere il problema della pirateria sassone nella Manica. Quando Carausio fu accusato di tenere per sé il bottino dei pirati, si ritirò in Gran Bretagna e si autoproclamò imperatore. La rivolta continuò per quasi 10 anni, durante i quali altri generali romani tentarono senza successo di rimuoverlo, fino a quando non fu assassinato nel 293 da Alletto, uno dei suoi aiutanti. Ma solo nel 296 la Britannia fu infine ripresa.
Mentre alcuni dei forti della costa sassone furono costruiti sotto i precedenti comandanti ed imperatori, non sappiamo chi abbia costruito Portus Adurni. Alcuni furono costruiti da Carausio durante la sua rivolta. Le prove suggeriscono che Portus Adurni fu costruito durante il periodo di Carausio. Molte delle monete scoperte sul sito furono coniate da Carausio come imperatore durante la sua rivolta.

### Residenza di alto livello anglosassone
Anche dopo la partenza dell'esercito romano, la posizione di Portus Adurni e le forti mura lo resero attraente come fortezza. Il forte divenne una residenza di alto livello anglosassone con grandi sale e torri. Successivamente furono ricostruiti anche i cancelli romani.

### Storia successiva
Le pareti del perimetro del forte divennero la parete esterna di un castello normanno e in seguito un palazzo medievale. Fu usato come carcere durante le guerre napoleoniche. Le sue eccezionali condizioni possono quindi essere attribuite al fatto che, nonostante brevi periodi di abbandono e periodi più lunghi di abbandono, il forte fu occupato per quasi sedici secoli. Il sito è di proprietà della Southwick Estate, ma è gestito dalla English Heritage ed è aperto ai visitatori durante tutto l'anno.